# قرار مجلس الأمن التابع للأمم المتحدة رقم 1053
قرار مجلس الأمن التابع للأمم المتحدة 1053، الذي اتخذ بالإجماع في 23 أبريل 1996، بعد أن أشار إلى جميع القرارات السابقة المتعلقة برواندا، ولا سيما القرارات 918 (1994) و 997 (1995) و 1011 (1995) و 1013 (1995)، استعرض المجلس نتائج لجنة التحقيق المتعلقة بانتهاكات حظر توريد الأسلحة المفروض على القوات الحكومية الرواندية السابقة.
وعلى الرغم من الحظر المفروض على توريد الأسلحة، لا يزال يبلغ عن عدد من الانتهاكات فيما يتعلق بالأسلحة والأعتدة التي تباع إلى القوات الحكومية الرواندية السابقة. وقد اختتم التحقيق التحقيق الذي أجراه، ولكن لوحظ أن بعض البلدان لم تتعاون بشكل كامل مع التحقيق. وقد خلصت اللجنة إلى أن العناصر الرواندية تلقت تدريبا عسكريا لأغراض القيام بغارات مزعزعة للاستقرار إلى رواندا، وأن هناك أدلة قوية على أن شحنات الأسلحة قد نفذت. ففي إحدى الحالات، كان هناك بيع للأسلحة من سيشل في يونيو 1994 وشحنتان لاحقتان إلى غوما في جمهورية الكونغو الديمقراطية كانت متجهة إلى القوات الحكومية الرواندية. ولا تزال الطائرة تواصل الهبوط في غوما وبوكافو بأسلحة للقوات الحكومية الرواندية السابقة، وتقوم شخصيات بارزة في تلك القوات بجمع الأموال لأجل كفاح مسلح ضد رواندا. ولم يجر التحقيق بدقة في هذه الادعاءات والادعاءات المستمرة. وأخيرا، هناك حاجة إلى إنهاء البث الإذاعي الذي ينشر الكراهية والخوف في المنطقة.
ولم ينفذ الحظر المفروض على توريد الأسلحة إلى القوات الحكومية الرواندية بشكل فعال. وطلب من بلدان منطقة البحيرات الكبرى أن تكفل عدم استخدام أراضيها كقاعدة للتوغلات أو لتوفير الأسلحة إلى رواندا. وطلب من الامين العام للامم المتحدة بطرس غالي إجراء مشاورات مع الدول المجاورة لرواندا وزائير على وجه الخصوص حول الاجراءات التي يمكن ان تشمل تمركز مراقبين من الامم المتحدة في المطارات وعلى المعابر الحدودية. وقد طُلب من البلدان التي اتهم مواطنوها بالمشاركة إجراء مزيد من التحقيقات وإتاحة جميع المعلومات ل لجنة.
وأخيرا، طُلب إلى الأمين العام بحلول 1 أكتوبر 1996 أن يقدم تقريرا عن تنفيذ القرار الحالي.

## وصلات خارجية
- Text of the Resolution at undocs.org